# Tự do hội họp và lập hội

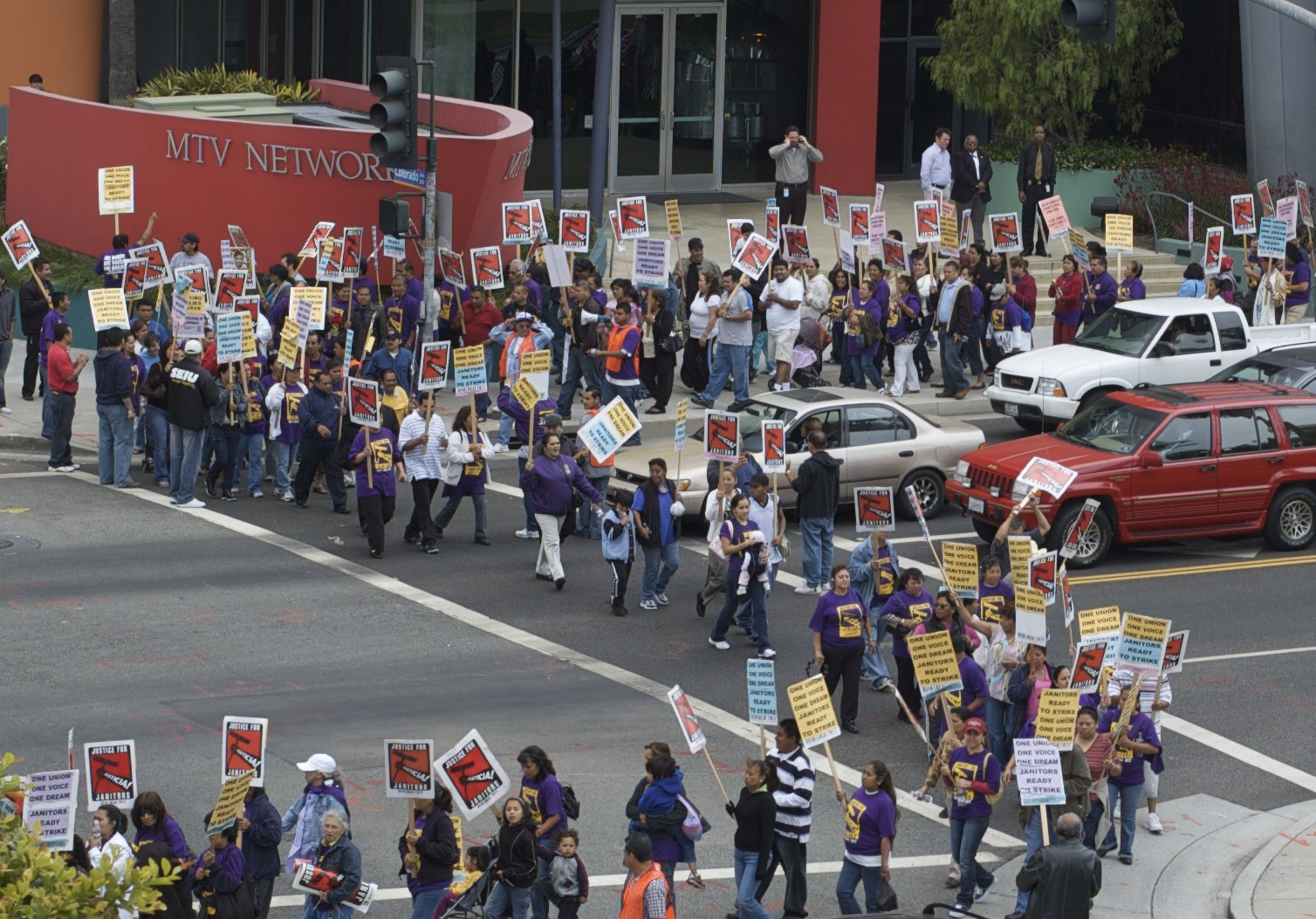
Những lao công đang đình công trước tòa nhà MTV ở California. Họ thuộc nghiệp đoàn thực hiện quyền tự do lập hội và tự do nhập hội.

Tự do hội họp và tự do lập hội là những quyền quan trọng giúp thực thi nhiều quyền dân sự, chính trị, cũng như các quyền kinh tế, xã hội, văn hóa khác. Hai quyền này là "những thành tố thiết yếu của một xã hội dân chủ" vì nó cho phép các thành viên "bày tỏ quan điểm chính trị, tham gia vào các mục tiêu văn học và nghệ thuật và các hoạt động kinh tế, xã hội và văn hóa khác, tham gia vào việc thờ phụng tôn giáo và các niềm tin khác, hình thành và gia nhập các tổ chức công đoàn và hợp tác xã, bầu chọn những người lãnh đạo đại diện cho mình và buộc họ phải chịu trách nhiệm" (Lời nói đầu của Nghị quyết 15/21 của Hội đồng Nhân quyền).
Tự do lập hội là quyền tự do kết giao, tổ chức bất kỳ các nhóm, tập hợp, câu lạc bộ, hay các tổ chức mà con người muốn. Nó là một quyền quan trọng của chế độ dân chủ tự do, nơi công dân có thể thành lập hay gia nhập bất kỳ đảng chính trị, nhóm có chung sở thích, hay công đoàn nào mà không bị chính quyền ngăn cản hay giới hạn. Trong những hệ thống pháp luật không có quyền tự do lập hội thì các đảng hay nhóm chính trị nào đó có thể bị cấm bằng những hình phạt tàn bạo đối với các thành viên. Các cuộc phản đối của nhân dân chống lại chính phủ cũng thường bị cấm.

## Các quyền xếp theo cấp bậc
Trong những hệ thống chính trị hay pháp lý, những quyền có khuynh hướng được xếp theo cấp bậc như một số quyền thì được nhà nước xem là có giá trị bảo vệ hơn hơn các quyền khác. Quyền tự do lập hội thường được xếp ở bậc cao nhất. Tuy nhiên, quan điểm thực của việc ấn định các giá trị liên quan đến các quyền bằng cách chia thành cấp bậc thì đang được tranh cãi.
Những ai xem quyền lập hội tồn tại ở bậc cao nhất thường thừa nhận rằng đất nước đó có thể cấm đoán một cách hợp pháp các nhóm ủng hộ khủng bố hay bạo động.
Chính điều này đã làm cho quyền tự do lập hội có liên hệ mật thiết với quyền tự do ngôn luận. Vì vậy, trong khi một số người có thể được cho phép bào chữa cho tội giết tổng thống, số khác thì lại không được cho phép trở thành thành viên của nhóm tìm cách đạt được mục đích này.
Quyền tự do lập hội với mục đích để phản đối thì thường trái luật bảo vệ sự an toàn công cộng, ngay cả ở những nước dân chủ: ở nhiều thành phố, cảnh sát có quyền giải tán bất cứ đám đông nào (ngay cả những đám đông những người phản đối chính trị) đe dọa sự an toàn công cộng hoặc những đám đông mà cảnh sát không kiểm soát được. Đó là ý tưởng nhằm ngăn ngừa bạo động. Thông thường, luật địa phương yêu cầu các nhà tổ chức phản đối phải được sự cho phép trước nếu cuộc diễu hành đã được định liệu. Tuy nhiên, đơn xin cho phép đó có thể bị từ chối. Quyền này thường bị các nhà làm luật lạm dụng nếu các cuộc phản đối nếu nó không phổ biến trong cộng đồng hay ở chính quyền địa phương. Quá trình cho phép ở một số thành phố tốn rất nhiều thời gian, việc tổ chức, và ngay cả tiền bạc trước khi có được sự cho phép và lúc đó thì các giới hạn về vấn đề, thời gian và địa điểm cho phép cũng có thể được thêm vào.

## Hiệu lực pháp lý
- Tuyên ngôn Quốc tế về Nhân quyền - Điều 20
- Hội đồng châu Âu - Điều 11 của Hiệp định Nhân quyền châu Âu
- Canada - Hiến chương Canada về Quyền và Tự do được trình bày trong Phần I của Hiến pháp Canada năm 1982
- Pháp - Điều 431-1 của Nouveau Code Pénal
- wikisource:Hiến pháp Cộng hòa Hồi giáo Iran#Điều 27
- Cộng hòa Ireland - được bảo đảm bở Điều 40.6.1 của Hiến pháp Ireland, nhưng chỉ được thực hiện khi "yên ổn và không vũ trang" và không "gây thiệt hại cho công cộng"
- Hoa Kỳ - Tu chính Hiến pháp Hoa Kỳ Lần thứ nhất cho đến Hiến pháp Hoa Kỳ